# 大手橋 (大阪市)
大手橋（おおてばし）は、大阪市の東横堀川に架かる橋。
大阪市中央区大手通3丁目と淡路町1丁目および瓦町1丁目との間を結んでいる。橋の上を阪神高速1号環状線が通過している。

## 概要
近世以来の古称である思案橋（しあんばし）とも呼ばれる。橋の西詰が船場では珍しいT字路になっており、一説には北の淡路町か南の瓦町かどちらに行くか迷ったために名付けられたと言われる。他にも、豊臣秀吉が五奉行の一人だった増田長盛に橋の名前を付けるよう命じたが、思案してもなかなか決められなかったために名付けられたとも伝わっている。
いずれにせよ、大坂城の正面虎口である追手口（大手口）に通じるため、防衛上の観点から見通しを悪くしているものと考えられており、追手口に至るまでに現在の府庁南交差点（上町筋）で再度南へ屈折している。名称についても同じく大手などと安易に付けられなかったものと考えられ、大手通や大手前之町（現・大手前）の町名が付いたのは明治以降、大手橋の名称が付いたのは大正以降である。
江戸時代は全く別の場所、現在の内久宝寺町3丁目が追手町という町名だったが、追手口はおろか大坂城にかすりもしない久宝寺橋通沿いに位置している。一方、現在の大手通の東半分は錦町という町名だったが、呉服町という旧町名から改称された経緯があり、大坂城の別名の錦城との関連は不明である。
橋は江戸時代には架けられていたが、關一大阪市長による大阪市第一次都市計画事業により、1926年（大正15年）に近代橋として再建された。三径間のコンクリートアーチ橋となっている。

## 仕様
- 三径間のコンクリートアーチ橋。
- 橋長49.55m、幅10.0m。

## 周辺情報
- 平野橋（東横堀川 ひとつ上流の橋）
- 本町橋（東横堀川 ひとつ下流の橋）

- 大阪東郵便局
- シティプラザ大阪
- マイドームおおさか
- 大阪商工会議所
- 大阪産業創造館

## 交通アクセス
鉄道
- 地下鉄堺筋線・北浜駅4番出口,堺筋本町駅12番出口　およそ600m　徒歩10分

道路
- 松屋町筋
- 本町通